# Stranka modernega centra
Stranka modernega centra (kratica SMC; nekdaj Stranka Mira Cerarja) je nekdanja slovenska politična stranka, ki jo je ustanovil pravnik in kasneje predsednik vlade Miro Cerar mlajši. Drugi in zadnji predsednik stranke je bil Zdravko Počivalšek. Na evropski ravni je bila stranka članica Zavezništva liberalcev in demokratov za Evropo. Obstajala je do združitve z Gospodarsko aktivno stranko, 4. decembra 2021. Novo ime stranke je Konkretno.
Stranka, ki je bila ustanovljena junija 2014, je na volitvah čez mesec dni zmagala in osvojila 36 poslanskih mest. Sestavila je 12. vlado Republike Slovenije, v kateri sta poleg SMC sodelovali tudi Demokratična stranka upokojencev Slovenije in Socialni demokrati. Vlada je mandat zaradi odstopa premierja Cerarja predčasno končala svoj mandat 14. marca 2018. Po državnozborskih volitvah 2018 se je stranka odločila, da zavrne koalicijska pogajanja z relativno zmagovalko volitev, Slovensko demokratsko stranko. Vstopili so v pogajanja z drugo uvrščeno Listo Marjana Šarca ter 13. septembra 2018 vstopili v manjšinsko, 13. vlado Republike Slovenije, v kateri so poleg LMŠ in SMC sodelovali še Socialni demokrati, DeSUS in Stranka Alenke Bratušek, zunajkoalicijska partnerica pa je bila stranka Levica.
Zaradi slabega rezultata na evropskih volitvah (stranka je dosegla 1,60 % glasov), je odstopil predsednik in ustanovitelj stranke Miro Cerar. Na jesenskem kongresu ga je nasledil gospodarski minister Zdravko Počivalšek. Po odstopu predsednika vlade Marjana Šarca, se je Stranka modernega centra vključila v koalicijska pogajanja pod vodstvom Slovenske demokratske stranke in 13. marca 2020, v začetku epidemije koronavirusa, vstopila v 14. vlado Republike Slovenije, pod vodstvom Janeza Janše. 26. marca 2021 so iz poslanske skupine izstopili trije poslanci, s čimer jih je ostalo pet, stranka pa je postala najmanjša koalicijska stranka.
Na kongresu, ki ga je imela stranka 16. septembra 2021 v Celju, je Zdravko Počivalšek napovedal združitev stranke SMC z Gospodarsko aktivno stranko (GAS), ki jo je vodil predsednik Državnega sveta Republike Slovenije Alojz Kovšca. Delegati so združitev podprli, zgodila se je 4. decembra 2021 v Celju. Novo ime stranke je Konkretno. Predsednik je postal Počivalšek, predsednik stranke GAS Alojz Kovšca pa podpredsednik. Napovedali so sodelovanje s še drugimi manjšimi strankami in lokalnimi listami.

## Zgodovina stranke
Stranka je bila ustanovljena 2. junija 2014. Prvotno je bila stranka imenovana Stranka Mira Cerarja. Za politično pot se je Miro Cerar odločil po tem, ko je odstopila vlada Alenke Bratušek. Na ustanovitvenem kongresu, ki se ga je udeležilo okoli 400 članov, so določili še desetčlanski izvršni odbor stranke, v katerem so bili: Milan Brglez, Bojan Dobovšek, Vesna Györkös Žnidar, Janja Hojnik, Mitja Horvat, Gregor Jagodič, Erik Kopač, Simona Kustec Lipicer, Jure Leben in Mitja Sojer.
V stranki so v programskih načelih izpostavili, da se zavzemajo za državo blaginje, temelječo na sodelovanju, znanju in odgovornosti. Pri teženju k tem ciljem pa kot temeljna vodila izpostavljajo pravno državo, trajnostni razvoj, družbeno odgovornost in človekovo dostojanstvo.

### 2014: Zmaga na prvih volitvah
Že od ustanovitve je SMC kotirala na prvem mestu predvolilnih javnomnenjskih anket. Na volitvah, ki so potekale 13. julija 2014, je stranka prejela največ glasov med strankami, in sicer 301.563 oz. 34,49 %. V državnem zboru je tako prejela 36 poslanskih mest, kar je bilo za petnajst več od drugouvrščene stranke. Vodja poslanske skupine je postala Simona Kustec Lipicer. V času kampanje je stranka poudarjala, da je v primeru zmage pripravljena sodelovati v koalciji s komerkoli, razen s tistimi, katerih predstavniki so pravnomočno obsojeni ali "javno kompromitirani". V luči dogodkov preteklih let sta bili ciljani stranka SDS, katere predsednik Janez Janša je bil pred volitvami pravnomočno obsojen na zaporno kazen (ki je bila kasneje razveljavljena) ter stranka Pozitivna Slovenija, katere predsednik Zoran Janković je bil prav tako kot Janša obremenjen s strani Komisije za preprečevanje korupacije, poleg tega pa še v številnih pravnih postopkih.

### 2014–2018: Vlada Mira Cerarja
Glavni članek: 12. vlada Republike Slovenije
Po volitvah je SMC vstopila v koalicijska pogajanja s tretje uvrščeno Demokratično stranko upokojencev Slovenije ter s četrto uvrščenimi Socialnimi demokrati. 25. avgusta 2014 je bil Miro Cerar v Državnem zboru RS izvoljen za mandatarja 12. vlade Republike Slovenije, podprlo ga je 57 poslancev, proti jih je bilo 11. 8. septembra 2014 so stranke podpisale koalicijsko pogodbo, v državnem zboru pa je bila vlada potrjena 18. septembra 2014. Stranki Mira Cerarja je pripadlo osem ministrskih mest in eno brez listnice. Že 1. avgusta 2014 je državni zbor potrdil svojega novega predsednika, to je postal tedanji podpredsednik SMC Milan Brglez.
Stranka se je 7. marca 2015 na 1. rednem kongresu preimenovala iz Stranke Mira Cerarja v Stranko modernega centra. 2. junija 2016 je stranka dobila tudi podmladek SMC mladi, prvi predsednik je postal Rok Novak, podpredsednika pa Anja Jankovič in Nejc Šporin. Na lokalnih volitvah leta 2014 je iz vrst stranke prišlo več kot 280 občinskih svetnikov, s čimer se je utrdila tudi na lokalni ravni. Članica stranke je tudi evropska komisarka za promet, Violeta Bulc.
Miro Cerar je 14. marca 2018 odstopil z mesta predsednika vlade, ker je menil, da je bila odločitev vrhovnega sodišča, da razveljavi referendum o gradnji drugega tira, na katerem je vladni projekt gradnje drugega tira dobil 53-odstotno podporo, »kaplja čez rob« v smeri neupravičene podpore vsem tistim, ki so želeli projekt preprečiti. Hkrati je z odstopom preprečil, da bi v pogajanjih med vlado in sindikati javnega sektorja (pogajanja so bila zaradi odstopa avtomatično prekinjena) morebitna realizacija pretiranih finančnih zahtev nekaterih sindikatov prekinila uspešen proces konsolidacije javnih financ.

### Državnozborske volitve 2018
Stranka se je udeležila državnozborskih volitev v letu 2018. Geslo kampanje je bilo "Bolje za vse", zanjo pa so zbrali 373.734,41 €. Porabljenih sredstev je bilo 369.328,18 €. Na volitvah so z 85.705 glasovi oz. 9,75 % osvojili četrto mesto in deset poslanskih mest. Med izvoljenimi poslanci sta bila tudi predsednik stranke Miro Cerar in podpredsednik Milan Brglez. Stranka je med vsemi sodelujočimi na volitvah v primerjavi z letom 2014 doživela največji padec, saj je izgubila 26 poslanskih mest. Že v času kampanje je stranka zatrjevala, da ne bo vstopila v vlado, ki bi jo vodil prvak SDS Janez Janša. Kljub temu, da je predsednik države Pahor slednjemu podelil mandat za sestavo koalicije, je predsednik drugouvrščene stranke Liste Marjana Šarca Marjan Šarec sestavljal svojo koalicijo. Pogovorov za vstop vanjo se je udeležila tudi SMC.

#### 2018–2020: V Šarčevi vladi
Glavni članek: 13. vlada Republike Slovenije
Nova, 13. vlada Republike Slovenije, v kateri so poleg SMC in vladajoče LMŠ bili še Socialni demokrati, Stranka Alenke Bratušek in Demokratična stranka upokojencev Slovenije, je prisegla 13. septembra 2018. Šlo je za prvo manjšinsko vlado v zgodovini Republike Slovenije, potrebne glasove ji je prispevala zunajkoalicijska partnerica Levica. Stranka modernega centra je bila tretja največja vladna stranka, pripadla so ji štiri ministrska mesta. Čeprav se je v času sestavljanja vladne koalicije omenjalo težnje Mira Cerarja po mestu predsednika Državnega zbora Republike Slovenije, mu je naposled pripadlo mesto ministra za zunanje zadeve. Ministrica za delo, družino, socialne zadeve in enake možnosti je postala Ksenija Klampfer, minister za okolje in prostor Jure Leben, na ministrstvu za gospodarski razvoj in tehnologijo pa je ostal Zdravko Počivalšek.
Po razkritju medijev, da naj bi vlada Mira Cerarja krepko preplačala maketo za drugi tir, je v javnost prišlo več špekulacij o tem, da naj bi si SMC nezakonito pridobila finančna sredstva na lasten račun. Trditve so podkrepila dopisovanja med Juretom Lebnom, ki je bil vodja projekta 2. tira, ter med uslužbenko. Leben je 27. februarja 2019 odstopil z mesta ministra za okolje in prostor ker da naj ne bi želel škoditi ugledu ministrstva zaradi dvomov, ki so leteli nanj, kljub temu, da je ves čas trdil, da je nedolžen. Nasledil ga je Simon Zajc.

##### Cerarjev odhod iz vrha stranke
Na 3. kongresu stranke, ki je potekal 21. septembra 2019, je stranko kot edini kandidat prevzel gospodarski minister Zdravko Počivalšek. Podpredsednika sta postala ministrica Ksenija Klampfer ter vodja poslanske skupine Igor Zorčič.

#### 2020–2022: V Janševi vladi
Po razpadu Šarčeve vlade, 27. januarja 2020, je Marjan Šarec v odstopnem nagovoru dejal, da Stranki modernega centra ponuja partnerstvo za skupni nastop na predčasnih volitvah, o čemer naj bi že govoril z Zdravkom Počivalškom. Ta je dejal, da zaradi odstopa premierja še ni nujno iti na predčasne volitve, saj da je bilo teh v minulih letih preveč. Odprl je možnost pogovorov z vsemi stranmi. Vabilo k oblikovanju nove koalicije je vsem predsednikom parlamentarnih strank poslal predsednik Slovenske demokratske stranke Janez Janša, odzvala se je tudi SMC. Sodelovanju s SDS sta kljubovala tako častni predsednik stranke Miro Cerar, kot ministrica za delo, družino, socialne zadeve in enake možnosti ter podpredsednica stranke Ksenija Klampfer, ki je 9. februarja 2020 predsedniku Počivalšku podala izstop iz stranke. 26. februarja je Slovenska demokratska stranka sporočila, da se je s strankami Nova Slovenija, DeSUS in SMC uskladili o programu. Isti dan so stranke interno glasovale o vstopu v novo vlado pod vodstvom Janez Janše. V SMC je za vstop glasovalo 25 članov sveta stranke, proti pa je bil le poslanec Jani Möderndorfer. 
Janez Janša je bil v Državnem zboru izvoljen za predsednika vlade 3. marca 2020, z izjemo poslanca Möderndorferja, so ga podprli tako nova koalicija, kot stranka SNS in predstavnika manjšin. Po izvolitvi je z mesta predsednika Državnega zbora Republike Slovenije odstopil prvak SD Dejan Židan. Stranka modernega centra je na njegovo mesto predlagala vodjo poslanske skupine Igorja Zorčiča, ki je bil 5. marca 2020 izvoljen z 48 glasovi poslancev. 29 jih je bilo proti, 11 glasovnic pa je bilo neveljavnih. Na mestu vodje poslanske skupine ga je nasledila Janja Sluga.  
15. maja 2020 je iz stranke in poslanske skupine izstopil Jani Möderndorfer ter prestopil v poslansko skupino Liste Marjana Šarca. Čez dva dni mu je sledil še nadomestni poslanec Zdravka Počivalška Gregor Židan, ki je prestopil v poslansko skupino Socialnih demokratov. Vodja poslanske skupine SMC Janja Sluga je na novinarski konferenci dejala, da političnih razlogov za prestop Židan ni navedel, je pa omenil, da je dobil "sanjsko ponudbo, ki je pač ne more zavrniti."
Ob sestavljanju Koalicije ustavnega loka, ki jo je kot alternativo Janševi vladi predlagal Jože P. Damijan, podprle pa so jo opozicijske stranke LMŠ, SD, Levica in SAB, so ti apelirali tudi na Stranko modernega centra. Damijan se je 13. novembra 2020 sestal s predsednikom SMC Zdravkom Počivalškom, ki se je zahvalil za povabilo v koalicijo KUL in dodal, da "SMC ni naprodaj." Pred in po izstopu stranke DeSUS iz vlade je Karl Erjavec opravil pogovore s Počivalškom. Ta je po posvetu s poslansko skupino podporo Erjavcu za mandatarja zavrnil. Počivalšek je ob tem povedal, da je sodelovanje v Janševi vladi konstruktivno in da se začrtani cilji izpolnjujejo. Kot stranko jih motijo nekatere ideološke teme in pisma predsednika vlade.
26. marca 2021 so zaradi notranjega strankarskega nestrinjanja iz poslanske skupine SMC izstopili vodja poslanske skupine Janja Sluga, tedanji predsednik državnega zbora Igor Zorčič in Branislav Rajić. Napovedali so, da bodo skupaj s poslancem Jurijem Lepom, ki je nekaj dni prej izstopil iz PS DeSUS, ustanovili svojo poslansko skupino nepovezanih poslancev, katere vodja bo Janja Sluga. Po besedah odstoplih poslancev SMC, ki se niso udeležili zadnjih sej sveta stranke, je odhodu botrovalo predvsem nezadovoljstvo s predsednikom Počivalškom in stanjem v stranki. Počivalšek je poslancem zaželel srečo, za novega vodjo poslanske skupine SMC pa je bil izbran Gregor Perič. 27. maja 2021 je po tem, ko je vlada razveljavila postopek imenovanja novih dveh slovenskih evropskih tožilcev, z mesta pravosodne ministrice odstopila Lilijana Kozlovič.

##### Izstop Mira Cerarja iz stranke
Zaradi razočaranosti nad ravnanjem stranke in nestrinjanja z vstopom v desnosredinsko vlado pod vodstvom Janeza Janše, je 2. marca 2020 iz nje izstopil ustanovitelj Miro Cerar. V izjavi za medije, v kateri je bil kritičen zlasti do potez vodstva, je poudaril, da "ne more biti častni predsednik stranke, ki je ostala brez časti". Nadaljeval je, da stranka že dolgo ni stranka Mira Cerarja, niti stranka modernega centra, ker "ni več verodostojna v uresničevanju svojih ustanovnih vrednot, /.../ ker njeno vodstvo ne vidi več dlje od samih sebe, ne vidi niti do članov in članic, kaj šele do volivcev in volilk. /.../ ker so njeni poslanci pozabili ne le,kdo jih je povabil k skupnemu projektu, ampak predvsem, kdo jih je izvolil".
Počivalšek je odstop obžaloval, a dejal, da je konsolidacija stranke nemogoča, če se bo vedno znova vračala v zgodovino. V pismu članom stranke je zapisal, da je storil vse, da bi bila Cerarjeva vloga v stranki tudi v prihodnje "opazna in vsebinsko močna". Nadaljeval je, da je Cerar za svoje pismo izbral napačen čas, čas, ko je po Počivalškovih besedah, stranka potrebovala mir ob odločitvi. Izpostavil je še, da je bil položaj predsednika Državnega zbora Miru Cerarju ponujen trikrat, a je vse možnosti, še v času, ko nova vlada še ni bila realna možnost, zavrnil. Za položaj naj bi se znova zanimal šele, ko je bila koalicija dogovorjena. Počivalšek je pismo zaključil z besedami, da stranke ne bo mogoče konsolidirati in stabilizirati, če bo politični položaj stranke odvisen od najopaznejših obrazov stranke in ne od dela, zato se je odločil, da na mesto predsednika Državnega zbora, ki po resorskem razrezu nove koalicije pripada stranki SMC, imenuje nekoga drugega.
Cerar se je odzval, da si ni želel nobenega položaja v novi koaliciji, a ga je v to prosil Zdravko Počivalšek. Za medije je sporočil, da ga je poklical tudi Janez Janša ter obljubil podporo strank nove koalicije. Funkcijo je bil pripravljen sprejeti pod tremi ključnimi pogoji, in sicer, da vlada ne bi načenjala ideoloških tem, se vpletala v delo nevladnih ter LGBT organizacij ter njegovo predstavljanje Državnega zbora. 13. marca 2020, na dan prenehanja mandata ministra, je predsedniku Državnega zbora Igorju Zorčiču poslal odstop z mesta poslanca Državnega zbora Republike Slovenije.

### 2021: Preoblikovanja stranke
Na kongresu, ki ga je imela stranka 16. septembra 2021 v Celju, je predsednik Zdravko Počivalšek napovedal združitev stranke SMC z Gospodarsko aktivno stranko (GAS), ki jo vodi predsednik Državnega sveta Republike Slovenije Alojz Kovšca. Delegati so združitev, ki bi se naj zgodila do konca leta 2021, podprli, prav naj bi stranka ob tem spremenila svoje ime. Napovedali so sodelovanje s še drugimi manjšimi strankami in lokalnimi listami. Kongresa so se med drugim udeležili prvak SDS in predsednik vlade Janez Janša, predstavniki Nove Slovenije, predsednik Slovenske ljudske stranke Marjan Podobnik, Dimitrij Rupel, celjski župan in vodja lokalne liste Bojan Šrot, državni sekretar Jelko Kacin, predsednik Obrtno-podjetniške zbornice Slovenije Branko Meh in nekateri gospodarstveniki.
4. novembra je Gospodarsko aktivna stranka (GAS) na svojem kongresu soglasno podprla priključitev Stranki modernega centra. Ob tem so predlagali tudi ime nove združene stranke, in sicer Svobodna izbira.
4. decembra 2021 je stranka SMC izpeljala združitveni kongres z Gospodarsko aktivno stranko (GAS). Ta je zaradi ukrepov zoper koronavirusa delno potekal virtualno. Delegati so potrdili spremembo imena stranke v Konkretno. Za predsednika stranke je bil izvoljen poprej predsednik SMC Zdravko Počivalšek, za podpredsednika pa predsednik Državnega sveta in stranke GAS Alojz Kovšca.

## Kritike in kontroverze
Kot državni sekretar na ministrstvu za infrastrukturo naj bi se Jure Leben dogovarjal z izvajalci priprave makete za izgradnjo 2. tira še preden je bil objavljen javni razpis za izvajalca. Na razpisu je bila nato po pomoti izbran dražji ponudnik. Leben je bil kot pristojen večkrat opozorjen, da maketa ni skladna z razpisom, a se na opozorila ni odzval. Ob razkritjih je bil Leben, tedaj minister za okolje, primoran zapustiti ministrski položaj, štiri osebe pa so bile v zvezi z zadevo kazensko ovadene (ni bilo jasno, ali je bil Leben eden izmed ovadenih).
Stranka SMC je po zamenjavi vodja stranke z Zdravkom Počivalškom prelomila predvolilno obljubo, da SMC ne bo vstopil v vladno koalicijo s stranko SDS. Prelom SMC-jeve predvolilne obljube je eden izmed vidnejših kritik protestnikov med protivladni protesti v Sloveniji (2020–).
Minister za gospodarstvo in vodja SMC Zdravko Počivalšek je bil (neuspešno) interpeliran zaradi vpletenosti v afere nabave medicinske opreme med epidemijo koronavirusa v Sloveniji.

## Seznam predsednikov
| #  | Ime                | Mandat | Mandat             |
| #  | Ime                | Začetek | Konec              |
| -- | ------------------ | --- | ------------------ |
| 1. | dr. Miro Cerar     | 2. junij 2014 | 21. september 2019 |
| 1. | dr. Miro Cerar     | Ustanovitelj in prvi predsednik stranke, predsednik 12. vlade Republike Slovenije, v času 13. vlade Republike Slovenije minister za zunanje zadeve. |                    |
| 2. | Zdravko Počivalšek | 21. september 2019 | 4. december 2021   |
| 2. | Zdravko Počivalšek | Minister za gospodarski razvoj in tehnologijo v času 12., 13. in 14. vlade Republike Slovenije.                                                     |                    |

## Organi stranke
- Predsednik stranke: Zdravko Počivalšek
- Podpredsednika stranke: Igor Zorčič
- Vodja poslanske skupine: Gregor Perič
- Namestnik vodje poslanske skupine: Mojca Žnidarič
- Predsednik sveta: Aleš Vidmar
- Generalni sekretar: Miha Rebolj
- Izvršni odbor: 16 članov
- Svet stranke: 66 članov[62]

## Volitve v državni zbor

### Volitve v državni zbor 2014
Stranka Mira Cerarja je prvič nastopila na državnozborskih volitvah 2014. Stranka je na volitvah s 34,49 % odstotki glasov prejela 36 poslanskih mandatov.

### Volitve v državni zbor 2018
Stranka Modernega Centra je na državnozborskih volitvah 2018 dosegla precej slabši rezultat, saj je osvojila zgolj 10 poslanskih mest.  
Konec junija je SMC izključila enega od njenih ustanoviteljev, podpredsednika in drugega najpomembnejšega politika v njej, v prejšnjem mandatu predsednika državnega zbora, Milana Brgleza. Avgusta 2018 je prestopil v poslansko skupino SD.  
Na volitvah v evropski parlament 2019 je bil na listi Socialnih demokratov izvoljen tudi Milan Brglez, s čimer je izpraznjeno mesto poslanca v Državnem zboru znova pripadlo Stranki modernega centra, ki jih je tako zopet posedovala deset.   

## Ministri v vladah
| #   | Minister               | Resor                                                                       | Ministrstvo                                                                | Mandat                                | Predsednik SMC                                   | Predsednik vlade |
| --- | ---------------------- | --------------------------------------------------------------------------- | -------------------------------------------------------------------------- | ------------------------------------- | ------------------------------------------------ | ---------------- |
| 12. | Boris Koprivnikar      | Minister za javno upravo                                                    | Ministrstvo za javno upravo                                                | 18. september 2014–13. september 2018 | Miro Cerar                                       | Miro Cerar       |
| 12. | Mateja Vraničar Erman  | Ministrica za finance                                                       | Ministrstvo za finance                                                     | 21. september 2016–13. september 2018 | Miro Cerar                                       | Miro Cerar       |
| 12. | Vesna Györkös Žnidar   | Ministrica za notranje zadeve                                               | Ministrstvo za notranje zadeve                                             | 18. september 2014–13. september 2018 | Miro Cerar                                       | Miro Cerar       |
| 12. | Goran Klemenčič        | Minister za pravosodje                                                      | Ministrstvo za pravosodje                                                  | 18. september 2014–13. september 2018 | Miro Cerar                                       | Miro Cerar       |
| 12. | Zdravko Počivalšek     | Minister za gospodarski razvoj in tehnologijo                               | Ministrstvo za gospodarski razvoj in tehnologijo                           | 4. december 2014–13. september 2018   | Miro Cerar                                       | Miro Cerar       |
| 12. | Peter Gašperšič        | Minister za infrastrukturo                                                  | Ministrstvo za infrastrukturo                                              | 18. september 2014–13. september 2018 | Miro Cerar                                       | Miro Cerar       |
| 12. | Maja Makovec Brenčič   | Ministrica za izobraževanje, znanost in šport                               | Ministrstvo za izobraževanje, znanost in šport                             | 20. maj 2016–13. september 2018       | Miro Cerar                                       | Miro Cerar       |
| 12. | Milojka Kolar Celarc   | Ministrica za zdravje                                                       | Ministrstvo za zdravje                                                     | 18. september 2014–13. september 2018 | Miro Cerar                                       | Miro Cerar       |
| 12. | Alenka Smerkolj        | Ministrica brez resorja pristojna za razvoj in evropsko kohezijsko politiko | Služba Vlade Republike Slovenije za razvoj in evropsko kohezijsko politiko | 18. september 2014–25. april 2016     | Miro Cerar                                       | Miro Cerar       |
| 12. | Stanka Setnikar Cankar | Ministrica za izobraževanje, znanost in šport                               | Ministrstvo za izobraževanje, znanost in šport                             | 18. septembra 2014-6. marca 2015      | Miro Cerar                                       | Miro Cerar       |
| 12. | Klavdija Markež        | Ministrica za izobraževanje, znanost in šport                               | Ministrstvo za izobraževanje, znanost in šport                             | 28. marec 2015-3. april 2015          | Miro Cerar                                       | Miro Cerar       |
| 12. | Violeta Bulc           | Ministrica brez resorja pristojna za razvoj in evropsko kohezijsko politiko | Služba Vlade Republike Slovenije za razvoj in evropsko kohezijsko politiko | 18. september 2014–19. november 2014) | Miro Cerar                                       | Miro Cerar       |
| 12. | Dušan Mramor           | Minister za finance                                                         | Ministrstvo za finance                                                     | 18. september 2014–21. september 2016 | Miro Cerar                                       | Miro Cerar       |
| 12. | Jožef Petrovič         | Minister za gospodarski razvoj in tehnologijo                               | Ministrstvo za gospodarski razvoj in tehnologijo                           | 18. september 2014–4. december 2014   | Miro Cerar                                       | Miro Cerar       |
|     |                        |                                                                             |                                                                            |                                       |                                                  |                  |
| 13. | Miro Cerar             | Minister za zunanje zadeve                                                  | Ministrstvo za zunanje zadeve                                              | 13. september 2018-13. marec 2020     | Miro Cerar (do 2019) Zdravko Počivalšek (2019- ) | Marjan Šarec     |
| 13. | Ksenija Klampfer       | Ministrica za delo, družino, socialne zadeve in enake možnosti              | Ministrstvo za delo, družino, socialne zadeve in enake možnosti            | 13. september 2018-13. marec 2020     | Miro Cerar (do 2019) Zdravko Počivalšek (2019- ) | Marjan Šarec     |
| 13. | Zdravko Počivalšek     | Ministrstvo za gospodarski razvoj in tehnologijo                            | Ministrstvo za gospodarski razvoj in tehnologijo                           | 13. september 2018-13. marec 2020     | Miro Cerar (do 2019) Zdravko Počivalšek (2019- ) | Marjan Šarec     |
| 13. | Simon Zajc             | Minister za okolje in prostor                                               | Ministrstvo za okolje in prostor                                           | 27. marec 2019–13. marec 2020         | Miro Cerar (do 2019) Zdravko Počivalšek (2019- ) | Marjan Šarec     |
| 13. | Jure Leben             | Minister za okolje in prostor                                               | Ministrstvo za okolje in prostor                                           | 13. september 2018-27. februar 2019   | Miro Cerar (do 2019) Zdravko Počivalšek (2019- ) | Marjan Šarec     |
|     |                        |                                                                             |                                                                            |                                       |                                                  |                  |
| 14. | Simona Kustec          | Ministrstvo za izobraževanje, znanost in šport                              | Ministrstvo za izobraževanje, znanost in šport                             | 13. marec 2020-                       | Zdravko Počivalšek                               | Janez Janša      |
| 14. | Zdravko Počivalšek     | Ministrstvo za gospodarski razvoj in tehnologijo                            | Ministrstvo za gospodarski razvoj in tehnologijo                           | 13. marec 2020-                       | Zdravko Počivalšek                               | Janez Janša      |
| 14. | Boštjan Koritnik       | Ministrstvo za javno upravo                                                 | Ministrstvo za javno upravo                                                | 13. marec 2020-                       | Zdravko Počivalšek                               | Janez Janša      |
| 14. | Marjan Dikaučič        | Ministrstvo za pravosodje                                                   | Ministrstvo za pravosodje                                                  | 15. junij 2021-                       | Zdravko Počivalšek                               | Janez Janša      |
| 14. | Lilijana Kozlovič      | Ministrstvo za pravosodje                                                   | Ministrstvo za pravosodje                                                  | 13. marec 2020-27. maj 2021           | Zdravko Počivalšek                               | Janez Janša      |

### 12. vlada Republike Slovenije
Glavni članek: 12. vlada Republike Slovenije
Predsednika stranke SMC so z večino v parlamentu izvolili za mandatarja za sestavo nove vlade. Pogajanja so bila uspešna z dvema strankama - SD in DeSUS. Mandatar je 9. septembra 2014 v državni zbor vložil listo ministrov, 18. septembra 2014 pa je bila 12. vlada Republike Slovenije tudi potrjena.
Stranka Mira Cerarja je prevzela mesto predsednika Državnega zbora in v vladi vodila 9 resorjev:

### 13. vlada Republike Slovenije
Stranka modernega centra se je odločila vstopiti v vlado pod vodstvom Marjana Šarca (Lista Marjana Šarca). Prevzela je štiri resorje:
Predsednik stranke dr. Miro Cerar je prevzel tudi podpredsedniški položaj vlade.

### 14. vlada Republike Slovenije
V 14. vladi Republike Slovenije, pod vodstvom prvaka Slovenske demokratske stranke Janeza Janše, je bila SMC druga največja vladna stranka. Pripadli so ji štirje ministrski resorji ter mesto predsednika Državnega zbora Republike Slovenije, ki ga je zasedel Igor Zorčič. Vlada je prisegla 13. marca 2020. Po razveljavitvi razpisa za evropska delegirana tožilčca iz Slovenije, je z mesta pravosodne ministrice odstopila Lilijana Kozlovič. Na njeno mesto je stranka predlagala Marjana Dikaučiča. 

## Evropske volitve

### Volitve v Evropski parlament 2014
Na volitvah 2014 stranka ni sodelovala, je pa članica stranke Violeta Bulc kasneje postala Evropska komisarka za promet. 

### Volitve v Evropski parlament 2019
Stranka modernega centra si je prizadevala za skupno koalicijo liberalnih strank SMC, LMŠ in SAB, a so se zaradi nesoglasij odločili za samostojno listo. Dolgo se je govorilo, da bo nosilka liste evropska komisarka Violeta Bulc, a je ta povabilo zavrnila. SMC je nato na mesto vodilnega kandidata postavila poslanca Gregorja Periča. 
Mesta na listi so zasedli;
1. Gregor Perič
2. Helena Cvikl
3. Janja Sluga
4. Miha Rebolj
5. Branislav Rajić – Bane
6. Bojana Cvahte
7. Vesna Ugrinosvki
8. Aleš Prijon

Stranka je prejela 7538 glasov oz. 1,60%. To jo med 14. strankami uvršča na 12. mesto in hkrati najslabše med parlamentarnimi strankami.
Na Volitvah v evropski parlament 2019 je bil na listi Socialnih demokratov izvoljen tudi Milan Brglez, s čimer je izpraznjeno mesto poslanca v Državnem zboru znova pripadlo Stranki modernega centra, ki jih je tako zopet posedovala deset.  